# Amir Al-Ammari
Amir Fouad Abboud Al-Ammari (arab. ‏أمير فؤاد عبود العماري‎, ur. 27 lipca 1997 w Jönköping) – iracko-szwedzki piłkarz palestyńskiego pochodzenia, występujący na pozycji pomocnika w polskim klubie Cracovia oraz w reprezentacji Iraku.

## Kariera klubowa
Grę w piłkę nożną rozpoczął w amatorskim zespole IFK Öxnehaga z Huskvarny. W wieku 12 lat przeniósł się do Husqvarna FF, gdzie trenował przez 3 lata. 14 lipca 2013 znalazł się w składzie na mecz Division 1 przeciwko IF Sylvia. Tydzień później przeszedł do duńskiego klubu Brøndby IF, gdzie występował w drużynach młodzieżowych w kategorii U-17 oraz U-19. Latem 2016 roku powrócił do Szwecji i przez 6 miesięcy pozostawał bez kontraktu. W okresie tym trenował w Jönköpings Södra IF.

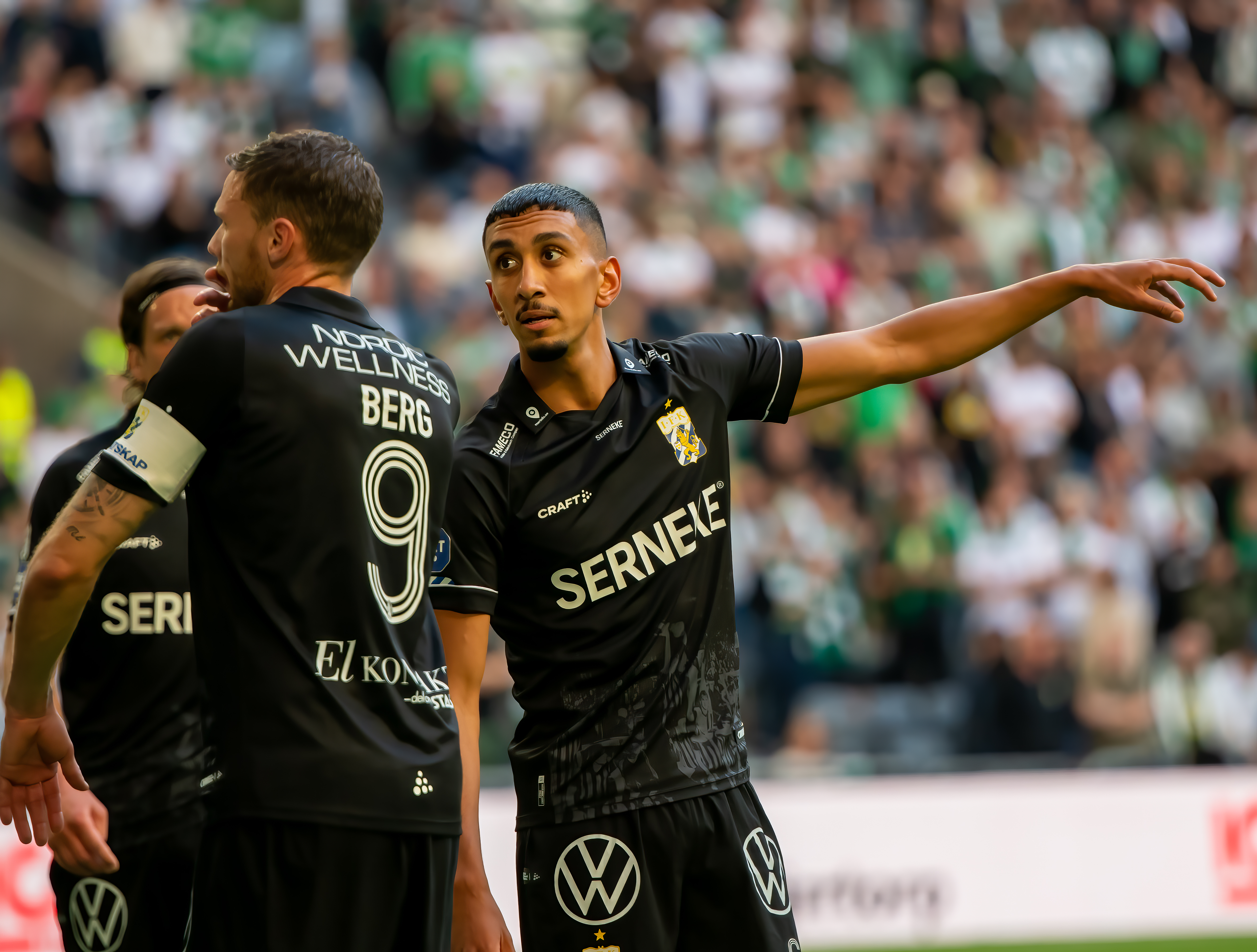
Al-Ammari w barwach IFK Göteborg podczas meczu z Hammarby IF (2022)

Na początku 2017 roku Al-Ammari został piłkarzem Husqvarna FF i rozpoczął regularne występy w Division 1. 17 kwietnia rozegrał pierwszy mecz na poziomie seniorskim przeciwko Landskrona BoIS (1:2). W grudniu 2017 roku porozumiał się z Jönköpings Södra IF i podpisał z tym klubem trzyletnią umowę. Przez trzy kolejne sezony rozegrał w nim na poziomie Superettan 88 ligowych spotkań i zdobył 18 bramek. 
Przed sezonem 2021 Al-Ammari jako wolny agent przeniósł się do klubu Halmstads BK. 11 kwietnia 2021 zadebiutował w Allsvenskan w wygranym 1:0 meczu przeciwko BK Häcken. Na zakończenie rozgrywek spadł ze swoim zespołem do Superettan po przegranym barażu z Helsingborgs IF (1:0, 1:3). W styczniu 2022 roku przeniósł się do IFK Göteborg, z którym podpisał trzyletni kontrakt. Pełnił tam rolę zmiennika Gustava Svenssona i Simona Therna. W sezonie 2022 rozegrał on 11 spotkań w szwedzkiej ekstraklasie, w tym 3 w podstawowym składzie.
W lipcu 2022 roku Al-Ammari został wypożyczony na 6 miesięcy do Mjällby AIF, gdzie zanotował 12 występów i strzelił 1 gola. Przed sezonem 2023 wypożyczono go na pół roku do jego byłego klubu Halmstads BK. W lipcu 2023 roku został wykupiony z IFK Göteborg i podpisał półtoraroczną umowę. Łącznie rozegrał tam 42 spotkania i zdobył 2 bramki.
17 lipca 2024 związał się trzyletnim kontraktem z Cracovią.

## Kariera reprezentacyjna
W latach 2014–2015 Al-Ammari wystąpił 4 razy w meczach towarzyskich w reprezentacji Szwecji U-19. Zadebiutował 16 września 2014 w spotkaniu przeciwko Norwegii w Söderhamn, zremisowanym 2:2.
W październiku 2018 roku przyjął zaproszenie na obóz treningowy reprezentacji Iraku U-23 w Turcji. W styczniu 2019 roku wystąpił w towarzyskim dwumeczu z Arabią Saudyjską (1:2 i 3:1). W obu spotkaniach zdobył bramkę. W 2020 roku zagrał na Pucharze Azji U-23, gdzie zaliczył występ w grupowym spotkaniu z Bahrajnem (2:2), w którym strzelił gola.
21 września 2021 zadebiutował w seniorskiej reprezentacji Iraku w meczu z Koreą Południową w eliminacjach Mistrzostw Świata 2022 (0:0). 11 listopada tego samego roku zdobył pierwszego gola w drużynie narodowej w spotkaniu przeciwko Syrii. W 2023 roku wygrał z Irakiem rozgrywki o Puchar Zatoki Perskiej po pokonaniu w finale 3:2 Oman. W tym samym roku wystąpił na Pucharze Azji 2023, gdzie rozegrał 3 mecze, a Irak odpadł w 1/8 finału.

### Bramki w reprezentacji
| Lp. | Data              | Miejsce                        | Przeciwnik | Bramka | Rezultat | Ranga meczu                       |
| --- | ----------------- | ------------------------------ | ---------- | ------ | -------- | --------------------------------- |
| 1.  | 11 listopada 2021 | Stadion Al-Gharafa, Doha       | Syria      | 1:1    | 1:1      | Eliminacje Mistrzostw Świata 2022 |
| 2.  | 26 marca 2024     | Rizal Memorial Stadium, Manila | Filipiny   | 2:0    | 5:0      | Eliminacje Mistrzostw Świata 2026 |

## Życie prywatne
Urodził się w 1997 roku w Jönköping w Szwecji w rodzinie imigrantów. Jego ojciec jest Irakijczykiem, a matka Palestynką.

## Sukcesy
Irak
- Puchar Zatoki Perskiej: 2023